# Старояшкино
Старояшкино — село в Грачёвском районе Оренбургской области, административный центр Старояшкинского сельсовета.

## География
Находится на расстоянии примерно 12 километров по прямой на юг-юго-восток от районного центра села Грачёвка.

## История
Было известно ещё до 1771 года как поселение крещёных чувашей. В 1836 году к чувашам в Старояшкино подселили русских государственных крестьян из Тамбовской губернии. Была построена церковь в 1840 году и Старояшкино стало селом. В конце XVIII века из чувашского посёлка Яшкино выделился посёлок Новояшкино, так называлось раньше Малояшкино, а первое место образования населённого пункта прозвали Старояшкино. В советское время работали колхозы «Красный пахарь», «Интернационал» и им. Кирова.

## Население
Население составляло 723 человека (77 % русские) по переписи 2002 года, 560 по переписи 2010 года.